# Chairo
Chairo (hiszp. Chairo Paceño) – tradycyjne danie przygotowywane głównie przez lud Ajmara, należące do kuchni boliwijskiej, ale spożywane też w niektórych innych rejonach Andów, zwłaszcza w północnym Chile. Jest to forma bulionu (nazywana też gulaszem) z jagnięciny lub baraniny z suszonymi ziemniakami i warzywami. Może być podawana z kawałkiem wołowiny.